# Calle de las Tiendas
La Calle de las Tiendas, es una calle de la ciudad de Almería. La calle es de origen árabe y proviene de la segunda judería de alrededor del s.XI del exterior de los muros de la Medina Andalusí. Tiene conexiones con la Puerta de Purchena, Calle Jovellanos, siendo su continuación la calle Mariana, y era una entrada directa natural al puerto de la ciudad. Tuvo diversos nombres, anteriormente era calle de las Lencerías y anteriormente formaba parte de la Calle Real. En la actualidad la calle es peatonal y tiene este nombre por el número de locales que albergaba. En la actualidad la calle no contiene tantos locales, una de las causas podría ser la construcción de grandes superficies de compra. 

## Descripción
Los primeros cuarenta metros, los más cercanos a la Puerta de Purchena, tienen tráfico en ambos sentidos, aunque el sentido creciente de la numeración termina pronto, desviándose todo el tráfico hacia la derecha por las calles Regocijos, Antonio Vico y Federico de Castro. A partir de ese punto, los cien metros siguiente tienen tráfico en sentido decreciente de la numeración, proveniente principalmente de la calle Real. El resto de la calle es de tránsito peatonal.
En esta calle se pueden encontrar varios comercios tradicionales y, entre ellos, destaca El Valenciano, la tienda más antigua de la urbe, en activo desde 1870, además de múltiples establecimientos de restauración.

## Edificios
Se encuentran en la calle de las Tiendas el acceso a los refugios subterráneos de Almería y la iglesia de Santiago, además de poder encontrar en pocos metros los aljibes árabes de Jairán, el convento de las Claras y la Plaza de la Constitución.